# 三井ガーデンホテル京都三条
三井ガーデンホテル京都三条（みついガーデンホテルきょうとさんじょう、英: Mitsui Garden Hotel Kyoto Sanjo）は、京都府京都市中京区にあるホテルである。三井ガーデンホテルの1つ。運営は三井不動産ホテルマネジメント。

## 特徴
1989年9月3日に三条烏丸ホテル京都として開業。その後、2005年10月1日に三井ガーデンホテル京都三条に名称変更。2010年3月15日に改装。2024年6月10日に閉館。
建物はほぼそのままで、2024年11月1日に「ロワジールホテル クラシックガーデン 京都三条」として再オープンした。

## 設備
- 御倉　レストラン

## アクセス
- 鉄道
  - 京都市営地下鉄烏丸線・東西線烏丸御池駅6番出口より徒歩1分
  - 阪急京都本線烏丸駅より徒歩7分